# Liste des routes de liaison au Brésil
Note. Les codifications des États brésiliens sont les suivantes :

AC : Acre ; AL : Alagoas ; AM : Amazonas ; AP : Amapá ; BA : Bahia ; CE : Ceará ; DF : District Fédéral ; ES : Espírito Santo ; GO ; Goiás ; MA : Maranhão ; MG : Minas Gerais ; MS : Mato Grosso do Sul ; MT : Mato Grosso ; PA : Pará ; PB : Paraíba ; PE : Pernambouc ; PI : Piauí ; PR : Paraná ; RJ : Rio de Janeiro ; RN : Rio Grande do Norte ; RO : Rondônia ; RR : Roraima ; RS : Rio Grande do Sul ; SC : Santa Catarina ; SE : Sergipe ; SP : São Paulo ; TO : Tocantins.

## Liste des routes de liaison
- BR-401
- BR-402
- BR-403
- BR-404
- BR-405
- BR-406
- BR-407
- BR-408
- BR-409
- BR-410
- BR-411
- BR-412
- BR-413
- BR-414
- BR-415
- BR-416 : Novo Lino (AL) - São José da Laje (AL), 62,700 km à travers l'État de l'Alagoas.
Détail du parcours et carte.
- BR-417
- BR-418
- BR-419
- BR-420
- BR-421
- BR-422
- BR-423 : São Caetano (PE) - Juazeiro (BA), 542,800 km à travers les États du Pernambouc, de l'Alagoas et de Bahia.
Détail du parcours et carte.
- BR-424 : Arcoverde (PE) - Maceió (AL), 261,600 km à travers les États du Pernambouc, de l'Alagoas et de Bahia.
Détail du parcours et carte.
- BR-425
- BR-426
- BR-427
- BR-428
- BR-429
- BR-430
- BR-431
- BR-432
- BR-433
- BR-434
- BR-437
- BR-450
- BR-451
- BR-452
- BR-453 : Passo do Sobrado (RS) - Torres (RS), 324,700 km à travers l'État du Rio Grande do Sul.
Détail du parcours et carte. (Certains tronçons sont inachevés ; voir les détails sous les liens)
- BR-454
- BR-455
- BR-456
- BR-457
- BR-458
- BR-459
- BR-460
- BR-461
- BR-462
- BR-463
- BR-464
- BR-465
- BR-466
- BR-467
- BR-468 : Palmeira das Missões (RS) - Tiradentes do Sul (RS), 140,300 km à travers l'État du Rio Grande do Sul.
Détail du parcours et carte.
- BR-469
- BR-470 : Navegantes (SC) - Camaquã (RS), 829,300 km à travers les États de Santa Catarina et du Rio Grande do Sul.
Détail du parcours et carte. (Certains tronçons sont inachevés ; voir les détails sous les liens)
- BR-471 : Soledade (RS) - Chuí (RS), 631,500 km à travers l'État du Rio Grande do Sul.
Détail du parcours et carte.
- BR-472 : Taquaruçu do Sul (RS) - Barra do Quaraí (RS), 649,500 km à travers l'État du Rio Grande do Sul.
Détail du parcours et carte. (Certains tronçons sont inachevés ; voir les détails sous les liens)
- BR-473 : São Gabriel (RS) - Rio Grande (RS), 391,100 km à travers l'État du Rio Grande do Sul.
Détail du parcours et carte. (Certains tronçons sont inachevés ; voir les détails sous les liens)
- BR-474
- BR-475
- BR-476
- BR-477
- BR-478
- BR-479
- BR-480 : Pato Branco (PR) - Erechim (RS), 259,200 km à travers les États du Paraná, de Santa Catarina et du Rio Grande do Sul.
Détail du parcours et carte. (Certains tronçons sont inachevés ; voir les détails sous les liens)
- BR-481 : Cruz Alta (RS) - Novo Cabrais (RS), 167,600 km à travers l'État du Rio Grande do Sul.
Détail du parcours et carte.
- BR-482
- BR-483
- BR-484
- BR-485
- BR-486
- BR-487
- BR-488
- BR-489
- BR-490
- BR-491
- BR-492
- BR-493
- BR-494
- BR-495
- BR-496
- BR-497
- BR-498
- BR-499